# Alopecurus bulbosus
Vulpin bulbeux
Espèce
Le Vulpin bulbeux (Alopecurus bulbosus) est une plante du genre Alopecurus et de la famille des Poaceae (graminées).

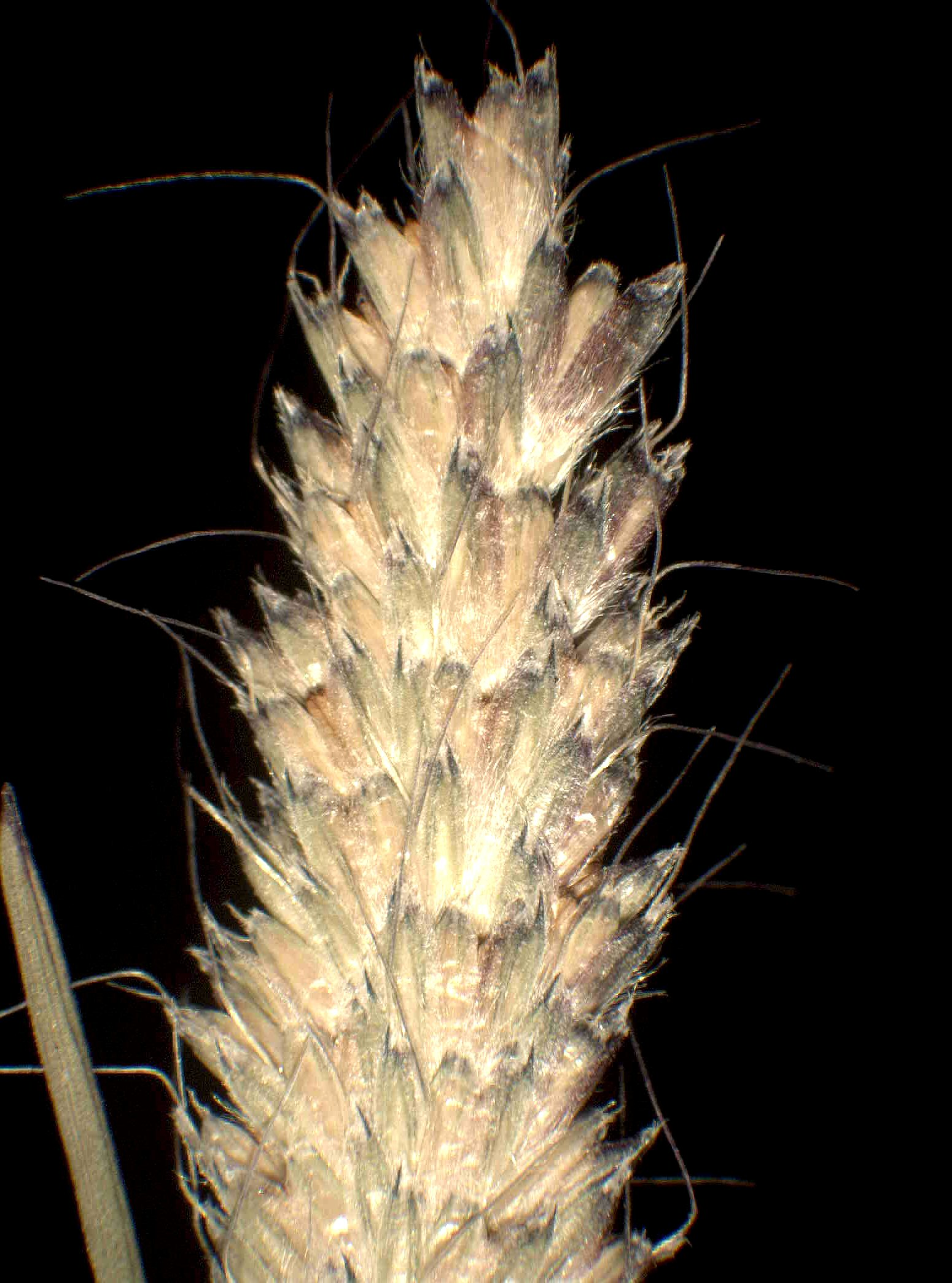
Inflorescence.

## Description
Cette graminée vivace a les glumes velues et soudées seulement à la base, sur une courte distance. La plante tient son nom de ses tiges bulbeuses à la base.
Elle mesure de 10 à 60 centimètres.
Les fleurs mesurent de 30 à 50 millimètres. La floraison a lieu de mai à juillet.

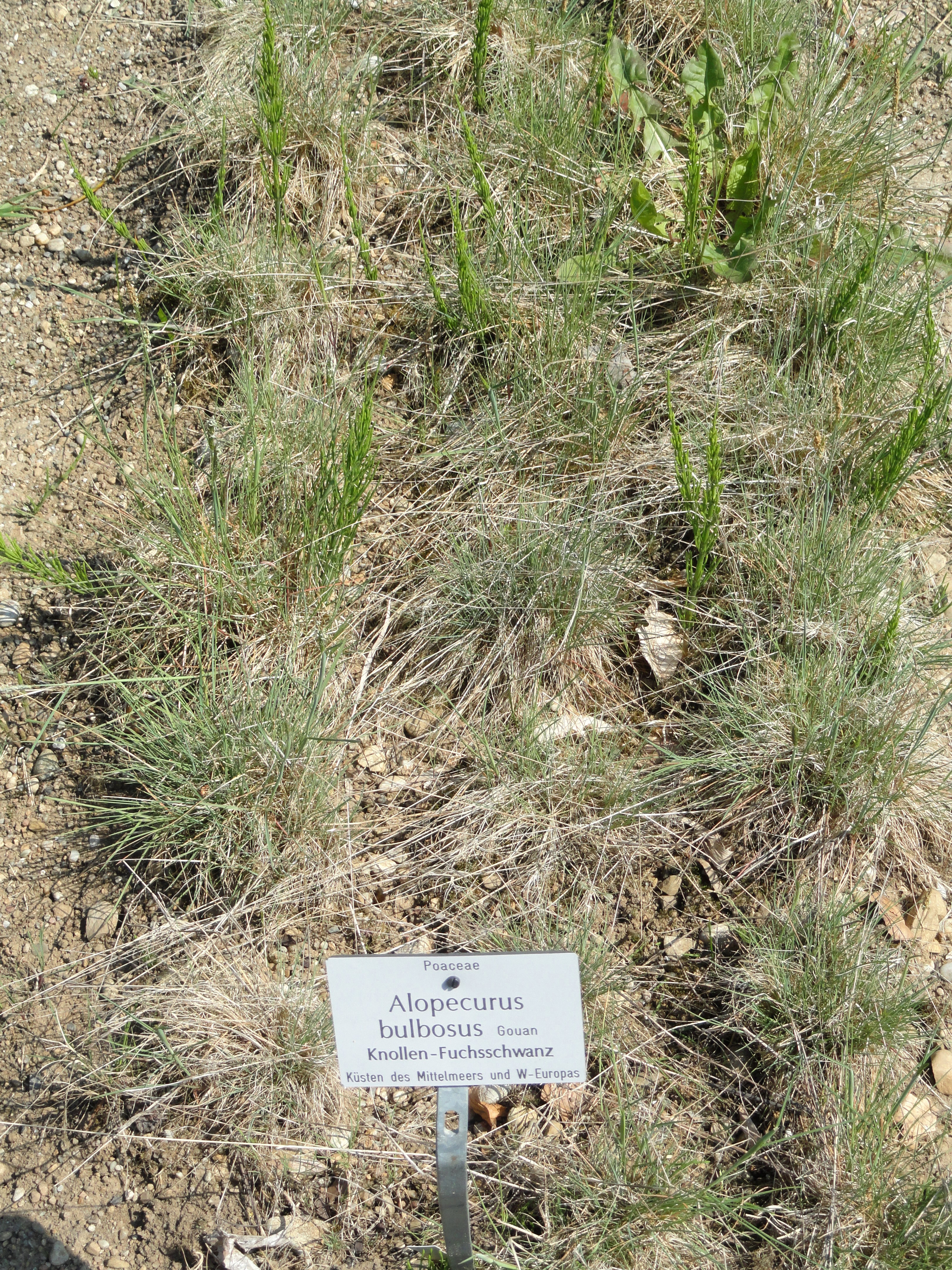
Plants.

## Habitat et répartition
La plante pousse de préférences dans les pelouses et prairies humides. Elle est originaire de l'Europe méditerranéenne et atlantique.